# Jaśkowice (Zbrosławice)
Jaśkowice (deutsch Jaschkowitz, 1936–1945 Hirtweiler) ist eine Ortschaft in Oberschlesien. Sie liegt in der Gemeinde Zbrosławice (Broslawitz) im Powiat Tarnogórski (Kreis Tarnowitz) in der Woiwodschaft Schlesien.

## Geografie
Jaśkowice liegt sieben Kilometer westlich vom Gemeindesitz Zbrosławice, 15 Kilometer westlich von der Kreisstadt Tarnowskie Góry (Tarnowitz) und 30 Kilometer nordwestlich von der Woiwodschaftshauptstadt Katowice (Kattowitz).

## Geschichte
Der Ort entstand spätestens im 15. Jahrhundert und wurde 1490 erstmals urkundlich erwähnt.
Der Ort wurde 1783 im Buch Beytrage zur Beschreibung von Schlesien als Jaschkowi(t)z erwähnt, gehörte einer Caroline von Goßiski und lag im Landkreis Tost und hatte 68 Einwohner, ein Vorwerk, sechs Bauern, acht Gärtner und einige Häusler. 1818 wurde der Ort als Jaschkowitz erwähnt. 1865 bestand Jaschkowitz aus einem Rittergut und einem Dorf. Das Rittergut war im Besitz eines Herrn Nehring und besaß ein gleichnamiges Vorwerk und ein Kretscham (Gaststätte). Das Dorf hatte zu diesem Zeitpunkt fünf Bauern, zwölf Gärtner und neun Häusler. Die Schule befand sich in Zawada.
Bei der Volksabstimmung in Oberschlesien am 20. März 1921 stimmten 37 Wahlberechtigte für einen Verbleib bei Deutschland und 86 für eine Zugehörigkeit zu Polen. Jaschkowitz verblieb beim Deutschen Reich. 1936 wurde der Ort im Zuge einer Welle von Ortsumbenennungen der NS-Zeit in Hirtweiler umbenannt. Bis 1945 befand sich der Ort im Landkreis Tost-Gleiwitz.
1945 kam der bis dahin deutsche Ort unter polnische Verwaltung und wurde anschließend der Woiwodschaft Schlesien angeschlossen und ins polnische Jaśkowice umbenannt. 1950 kam der Ort zur Woiwodschaft Kattowitz. 1999 kam der Ort zum wiedergegründeten Powiat Tarnogórski und zur neuen Woiwodschaft Schlesien.

## Sehenswürdigkeiten
- Wegkapelle aus dem Jahr 1880
- Schloss aus dem Jahr 1890

## Wappen
Das Wappen bzw. Siegel zeigt einen Schäfer mit einem Hirtenstab in der Hand vor einem Baum und zwei Schafe. Das Wappen weist auf den landwirtschaftlichen Charakter des Ortes hin. In der neuesten Version zeigt es Schäfer, Baum und Schafe in silber auf blauem Grund.